# Find
A find program egy fájlkereső eszköz, amely jellemzően Unix és Unix-szerű platformokon található meg, de létezik egyéb, például Windows platformokon futó find is. A find fájlrendszerek könyvtárstruktúrájában tud keresni a felhasználó által megadott kritériumok alapján. Ezen felül a find arra is használható, hogy a talált fájlokon valamely akciót végrehajtson, így jól használható olyan esetekben, ha sok fájllal kell végrehajtani egy adott műveletet.

## Történet
A find parancs először az AT&T Unix rendszer első verziójában jelent meg. Jelenleg több elterjedt verziója van. Nyílt forráskódú implementációk például a FreeBSD find és a GNU find.

## Használat
Ha a find nem kap parancssori paramétert, akkor listázza az összes fájlt az aktuális munkakönyvtárban és az az alatti teljes fájlhierarchiában:
```
find
```

A listázott fájlok halmaza szűkíthető kritériumokkal. Megadható például a fájlnévre vonatkozó megszorítás. Az alábbi paraméterezés például a tehén kezdetű fájlneveket listázza ki az aktuális munkakönyvtár alatti fájlstruktúrában. Az aposztrófokra azért van szükség, hogy a shell ne helyettesítse be a tehén* karaktersorozatot az aktuális munkakönyvtárban lévő tehén kezdetű fájlok listájára:
```
find -name 'tehén*'
```

A find azonban nem csak fájlnevek szerint tud keresni, hanem egyéb fájlattribútumok alapján is. A következő példa a janos felhasználó fájljait listázza ki:
```
find -user janos
```

Megadható az is, hogy mely könyvtárat illetve mely könyvtárakat keresse át a find parancs rekurzívan. Az alábbi példa a /home/andi/ könyvtárban keres html kiterjesztésű fájlokat:
```
find /home/andi -name '*.html'
```

Egynél több könyvtár is felsorolható. Következzen egy példa, amely a /public/music és a /home/janos könyvtárakban keres a root felhasználó által birtokolt fájlokra.
```
find /public/music /home/janos -user root
```